# Елізабет Кьостінгер
Елізабет Кьостінгер (нар. 22 листопада 1978) — австрійський політична діячка, міністр сталого розвитку та туризму з 7 січня 2020 року в другому уряді канцлера Себастьяна Курца, урядах Александра Шалленберга та Карла Негаммера. Вона обіймала цю посаду раніше з грудня 2017 року до червня 2019 року в першому уряді Курца. Елізабет — член Австрійської народної партії, що входить до складу Європейської народної партії.
Кьостінгер з 9 листопада 2017 року по 18 грудня 2017 року недовго обіймала посаду президента Національної ради Австрії. До цього вона була депутатом Європейського парламенту від Австрії між 2009 та 2017 роками. З травня 2017 до січня 2018 року Елізабет Кьостінгер обіймала посаду генерального секретаря Австрійської народної партії.

## Освіта та кар'єра
Елізабет Кьостінгер закінчила початкову та середню школу в Санкт-Пауль-ім-Лафантталь у 1994 році. У 1998 році вона закінчила коледж у Вольфсбергу. З 1999 по 2003 рік вона працювала асистентом у Каринтійському регіональному фонді медичного страхування. В 2003 році Елізабет почала вивчати медіазнавство, комунікацію та прикладну культурологію в Альпійсько-адріатичному університеті в Клагенфурті. Однак через роботу парламентарія ЄС вона не закінчила навчання. З 2003 по 2009 рік вона працювала у різних сферах спеціалістом по комунікаціям.

## Політична кар'єра
Кьостінгер є членом Австрійської народної партії (ÖVP), де на початку своєї кар'єри вона обіймала різноманітні посади.

### Член Європейського парламенту (2009—2017)
Вперше Кьостінгер була обрана депутатом Європейського Парламенту після виборів до Європейського Парламенту у 2009 році та була переобрана під час виборів у Європейський Парламент у 2014 році. З 2011 року Кьостінгер обіймала посаду віце-голови та голови фракції Австрійської народної партії в Європейському парламенті. Вона засідала в Комітеті з питань сільського господарства та розвитку сільських територій (AGRI) та Комітеті з прав жінок та гендерної рівності (FEMM). Кьостінгер також є заступником та віце-речником Європейської народної партії (ЄНП) в Комітеті з питань довкілля, громадського здоров'я та безпеки харчових продуктів (ENVI).
Окрім завдань комітету, Кьостінгер була віце-головою делегації у комітетах з питань парламентського співробітництва ЄС-Вірменія, ЄС-Азербайджан та ЄС-Грузія, членом делегації в Парламентській асамблеї ЄВРОНЕСТ.

### Міністр сільського господарства та лісового господарства (2017—2019)
18 грудня 2017 року Кьостінгер було призначено Федеральним міністром сільського господарства та лісового господарства, навколишнього середовища та водного господарства чинним президентом Австрії Александером Ван дер Белленом; через зміни в сферах відповідальності у кількох міністерствах, які набули чинності 8 січня 2018 року, вона стала Федеральним міністром з питань сталого розвитку та туризму. Вже в новій якості вона співголовувала на нараді міністрів з питань навколишнього середовища Європейської народної партії.
Політику Кьостінгер із захисту клімату неодноразово критикували за відсутність амбіцій науковою спільнотою та групами охорони навколишнього середовища.

### Роль у національній політиці
- Федеральний голова Австрійської асоціації молодих фермерів (2007—2012)
- Заступник голови Федерації фермерів Австрії (з 2009 року)
- Президент «wald.zeit Österreich» (з 2012 року)[9]
- Президент Екосоціального форуму Європи (з 2014 року)[10]
- Заступник голови Політичної академії Австрійської народної партії (з 2015 року)[11]
- Генеральний секретар Народної партії Австрії (з травня 2017 року).

## Визнання
18 березня 2014 року Кьостінгер отримала нагороду «MEP Award» у категорії «Сільське господарство та розвиток сільського господарства» від «Парламентського журналу». Нагорода визнає зразковий спосіб, яким вона виступала доповідачем під час переговорів щодо реформи спільної сільськогосподарської політики (ОСП).

## Особисте життя
Кьостінгер неодружена. Проживає в Санкт-Пауль-ім-Лафантталь, Каринтія. Народила сина у липні 2018 року.